# Hertsmere
Hertsmere  är ett distrikt (motsvarande kommun) strax norr om London i grevskapet Hertfordshire i England, Storbritannien. Distriktet har 108 106 invånare (2022). 
Större orter är Borehamwood, Bushey, Potters Bar och Radlett. Distriktet är indelat i fem civil parishes, förutom Bushey och Potters Bar som inte ingår i någon civil parish.